# Aseptis fumosa
Aseptis fumosa är en fjärilsart som beskrevs av Augustus Radcliffe Grote 1879. Aseptis fumosa ingår i släktet Aseptis och familjen nattflyn. Inga underarter finns listade i Catalogue of Life.